# Marcus & Martinus
Marcus & Martinus (Elverum, Hedmark; 21 de febrero de 2002), a veces conocidos como M&M o Mac & Tinus, son un dúo noruego formado por dos hermanos gemelos, Marcus Gunnarsen y Martinus Gunnarsen. Representaron a Suecia en el concurso de eurovision con su canción "Unforgettable". Recibieron un total de 174 puntos, quedando en noveno lugar.

## Carrera

### 2012:Melodi Grand Prix Júnior
En 2012, Marcus & Martinus fueron concursantes en la undécima temporada de Melodi Grand Prix Júnior. Se llevó a cabo en el Oslo Spektrum en Oslo, Noruega, y fue transmitido en vivo por Noruega Broadcasting Corporation, organizada por Margrethe Røed y Tooji. Ellos ganaron el concurso con la canción "To dråper vann" (en español: "Dos Gotas De Agua"). La canción alcanzó a número 8 en Norwegian Singles Chart.

### 2015:Hei
El 23 de febrero de 2015, lanzaron su primer álbum de estudio Hei (en español: "Hola"). El álbum alcanzó el número 1 en la lista Norwegian Albums Chart el 15 de noviembre de 2015. El álbum incluye el sencillo "Plystre på deg" (en español: "Te silbo a ti"). El 24 de julio de 2015, lanzaron el sencillo "Elektrisk" (en español: "Eléctrico"), junto con Katastrofe, la canción alcanzó el número 3 en la lista Norwegian Singles Chart. El 25 de septiembre de 2015, lanzaron el sencillo "Ei som deg" (en español: "Como tú") con Inner Tier. La canción alcanzó el número 15 en la lista de sencillos de Noruega.

### 2016:Together
En mayo de 2016, el dúo lanzó tres sencillos. El primero fue "Girls", con Madcon, debutó en el número 1 en Noruega y se convirtió en su segundo sencillo en llegar a dicha posición en Suecia después de "Elektrisk". El segundo y tercero sencillo fueron "Heartbeat"(en español: Latido de corazón) y "I Don't Wanna Fall in Love" (en español: Yo no quiero enamorarme), debutaron en el número 21 y 37 respectivamente. Luego siguieron los sencillos "Light It Up" y "One More Second".
En noviembre de 2016, lanzaron su primer álbum en inglés titulado "Together". El álbum incluye sus éxitos "Girls", "Heartbeat", "Light It Up", "Without you" y "One More Second". En la primera semana de su lanzamiento, "Together" debutó en el número 1 en Noruega y Suecia, y el número 6 en Finlandia.
En el "Nobel Peace Prize Concert", presentaron "Without You" y "Bae" en el Telenor Arena en Noruega el 11 de diciembre de 2016.

### 2017:Moments
El 9 de mayo, se anunció que iban a ser los portavoces de Noruega en la final del Festival de Eurovisión 2017, el 13 de mayo.
El 21 de mayo, lanzaron su nuevo sencillo "Like It Like It" junto al rapero Silentó. El 1 de julio, lanzaron "First Kiss".
El 14 de julio presentaron en Suecia, en el cumpleaños número 40 de la princesa Victoria, una propia canción escrita especialmente para ella, llamada "On This Day".
El 28 de julio lanzaron un nuevo sencillo titulado "Dance with You". El 25 de septiembre, anunciaron su próximo álbum Moments que fue estrenado el 17 de noviembre de 2017 y su sencillo «Make You Believe in Love» que lanzaron el 29 de septiembre del mismo año.
El 14 de octubre, un día antes de que sea publicado el video musical de «Make You Believe in Love», el dúo anunció el Moments Tour y se llevará en 2018.
El 25 de octubre anunciaron su siguiente sencillo One Flight Away. Una semana después, la canción titulada Never salió a la luz con el cantante OMI.

### 2018
El 20 de enero anunciaron su siguiente sencillo Remind Me el cual fue incluida en Moments (2018). 

El 28 de septiembre anunciaron su nueva canción Invited pocos días antes del concierto en Madrid.
Este mismo año anunciaron que formarian parte del tour de Jason Derulo en 2sidestour.

### 2020
El dúo de pop noruego Marcus & Martinus anunció en el 2020 que han firmado un nuevo contrato discográfico global con Universal Music Group.

### 2022
El 21 de mayo de 2022 fueron los ganadores de la segunda edición del programa Masked Singer Sverige. El 27 de mayo lanzaron un nuevo sencillo When All The Lights Go Out, anunciando una nueva era para los chicos. En noviembre anunciaron su participación en la competencia musical sueca Melodifestivalen para elegir el representante para Eurovisión. 

### 2023
En febrero de este año participaron en Melodifestivalen 2023 con la canción Air, terminando en segundo lugar.

### 2024
Se volvieron a presentar al Melodifestivalen con la canción Unforgettable, donde consiguieron ganar y representaron a Suecia en Malmö para el Festival de la Canción de Eurovisión 2024, donde alcanzaron la 9ª posición. Mas tarde el dúo anunció el lanzamiento de su cuarto álbum, Unforgettable. 

## Discografía

### Álbumes de estudio
- Hei (2015)
- Together (2016)
- Moments (2017)
- Unforgettable (2024)

### EP
- Soon (2019)

## Filmografía

### Películas
| Año  | Título                                        | Papel        | Género     | Distribución    | Duración                         |
| ---- | --------------------------------------------- | ------------ | ---------- | --------------- | -------------------------------- |
| 2017 | Sammen om drømmen                             | Ellos mismos | Documental | —               | 86 minutos (1 hora, 26 minutos)  |
| 2017 | Marcus & Martinus - Når barn blir popstjerner | Ellos mismos | Documental | TVNorge y DPlay | 44 minutos (0 horas, 44 minutos) |

### TV
| Año  | Título            | Papel        | Género    | Distribución | Número de episodios |
| ---- | ----------------- | ------------ | --------- | ------------ | ------------------- |
| 2016 | MMnews            | Ellos mismos | Noticias  | DPlay        | 8 (Temporada 1)     |
| 2017 | Marcus & Martinus | Ellos mismos | Docuserie | TVNorge      | 6 (Temporada 1)     |

## Giras
- Together Tour (2016-2017)
- Moments Tour (2018)
- We are not the same Tour (2024-2025)

## Premios y nominaciones
| Año  | Premiación       | Categoría          | Trabajo           | Resultado |
| ---- | ---------------- | ------------------ | ----------------- | --------- |
| 2017 | Spellemannprisen | Canción del Año    | "Girls"           | Nominada  |
| 2017 | Spellemannprisen | Spellemann del Año | Marcus & Martinus | Ganadores |